# Růst města Prahy
Následující tabulka ukazuje postupný růst Prahy rozlohou a počtem obyvatel.
| Rok  | V hranicích města                                      | Rozloha [ha] | Obyvatel [tisíc] | Průměrná hustota [tisíc/km²] |
| ---- | ------------------------------------------------------ | ------------ | ---------------- | ---------------------------- |
| 1378 | Staré Město, Nové Město, Malá Strana a Hradčany        | 760,9        | 60–65            | ~8                           |
| 1702 | Staré Město, Nové Město, Malá Strana a Hradčany        | 760,9        | 40               | 5,3                          |
| 1798 | Královské hlavní město Praha                           | 760,9        | 79               | 10,4                         |
| 1850 | Královské hlavní město Praha a Josefov                 | 800          | 155              | 19,4                         |
| 1883 | Královské hlavní město Praha (I–V) a Vyšehrad          | 850          | 160              | 18,8                         |
| 1884 | Královské hlavní město Praha (I–VI) a Holešovice-Bubny | 1 380        | 171              | 12,4                         |
| 1901 | Královské hlavní město Praha (I–VII) a Libeň           | 2 101        | 216              | 10,3                         |
| 1918 | Hlavní město Praha (I–VIII)                            | 2 101        | 223              | 10,6                         |
| 1922 | Hlavní město Praha a 37 připojených obcí               | 17 145       | 667              | 3,9                          |
| 1930 | Hlavní město Praha                                     | 17 145       | 849              | 5,0                          |
| 1960 | Hlavní město Praha a Ruzyně                            | 18 564       | 1 005            | 5,4                          |
| 1968 | Hlavní město Praha a 21 připojených obcí               | 29 071       | 1 103            | 3,8                          |
| 1974 | Hlavní město Praha a 30 připojených obcí               | 49 700       | 1 156            | 2,3                          |
| 1980 | Hlavní město Praha                                     | 49 700       | 1 183            | 2,4                          |
| 1990 | Hlavní město Praha                                     | 49 613       | 1 215            | 2,4                          |
| 2000 | Hlavní město Praha                                     | 49 589       | 1 181            | 2,4                          |
| 2007 | Hlavní město Praha                                     | 49 605       | 1 212            | 2,4                          |
| 2019 | Hlavní město Praha                                     | 49 605       | 1 309            | 2,6                          |